# Ronieli Gomes dos Santos
Ronieli Gomes dos Santos oder kurz Ronieli (* 25. April 1991 in Marília) ist ein ehemaliger brasilianischer Fußballspieler.

## Karriere

### Verein
Ronieli begann mit dem Vereinsfußball in der Nachwuchsabteilung von Marília AC. 2005 wechselte er in die Jugend von FC São Paulo und wurde hier 2008 Profifußballspieler. Bis zum Sommer 2015 stand er bei diesem Klub unter Vertrag und wurde während dieser Zeit zwischenzeitlich an die Vereine Karşıyaka SK, Gyeongnam FC, Sagan Tosu, Chapecoense, EC XV de Novembro und CA Bragantino ausgeliehen.
Zur Saison 2015/16 wechselte er in die türkische TFF 1. Lig zu Adanaspor. Im Januar 2016 verließ er diesen Verein wieder und wechselte zum brasilianischen Verein Mogi Mirim EC. Im Anschluss tingelte er bis 2020 durch unterklassige Klub seiner Heimat. Dann beendete er seine aktive Laufbahn.

### Nationalmannschaft
Ronieli absolvierte 2008 einen Einsatz für die brasilianische U-19-Nationalmannschaft.

## Erfolge
São Paulo
- Série A: 2008